# Färgat brus
Färgat brus är brus som inte är vitt, det vill säga har ett ojämnt fördelat energispektrum.

## Namngivna brusfärger
- Skärt brus
- Brunt brus

Skärt brus eller 1/f-brus
Brunt brus
Grått brus
Blått brus
Violett brus